# Politica dell'Artsakh

Stemma della Repubblica dell'Artsakh

L'Artsakh è stata una repubblica de facto a partire dalla sua dichiarazione di indipendenza del 2 settembre 1991; fino al referendum costituzionale del 20 febbraio 2017 il suo nome era repubblica del Nagorno Karabakh. La repubblica, in seguito all'offensiva azera nel Nagorno Karabakh del 2023, si è sciolta il 1º gennaio 2024.

## Antefatto
Il 30 agosto 1991, l'Azerbaigian deliberò di lasciare l'Unione Sovietica (di cui aveva fatto parte come RSS Azera) e diede vita alla repubblica di Azerbaigian. Il 2 settembre il Soviet supremo del Nagorno Karabakh decise di non seguire l'Azerbaigian e votò per la costituzione di una entità statale autonoma. Il 26 novembre il Consiglio supremo dell'Azerbaigian riunito in sessione straordinaria votò una mozione per l'abolizione dello statuto autonomo del Karabakh ma la Corte Costituzionale sovietica due giorni dopo la respinse in quanto non più materia sulla quale l'Azerbaigian poteva legiferare. Il 10 dicembre 1991 la neonata repubblica del NK Artsakh approvò il referendum confermativo al quale fecero seguito le prime elezioni politiche il 28 dicembre 1991.

## Norme costituzionali
Secondo quanto previsto dalla Costituzione della repubblica del Nagorno Karabakh, le elezioni politiche si tenevano ogni cinque anni. Tale frequenza è sempre stata rispettata eccezion fatta per le seconde elezioni che si tennero, a conclusione della prima guerra del Nagorno Karabakh, a distanza di quattro anni dalle prime.

## Sistema politico
Ancorché non riconosciuta internazionalmente, la repubblica dell'Artsakh prevedeva un sistema politico statale organizzato in elezioni politiche per il rinnovo dell'Assemblea nazionale, elezioni amministrative e referendum.

## Status libertà
L'indice Freedom House per il 2018 assegnava alla repubblica di Artsakh lo status "Parzialmente libero", stabile (eccezion fatta per gli anni 2012, 2011, 2002 e precedenti).